# 스톡챔피언
《스톡챔피언》은 2013년부터 SBS Biz에서 방송된 투자 전략 프로그램이다.